# 趣味工房シリーズ
趣味工房シリーズ（しゅみこうぼうシリーズ）は、2010年度と2011年度にNHK出版から発行された番組テキストの共通名称である。

## 概要
『趣味悠々』終了後、NHK教育テレビで放送される趣味番組の番組テキストの共通名称として『趣味工房シリーズ』が使用された。2012年度より、『趣味Do楽』として再編され、番組枠とテキストの共通名称が同一になった。

## 2010年度
初回放送は22:00 - 22:25、再放送は翌週の13:05 - 13:30。
- 月曜日：チャレンジ!ホビー
- 火曜日：中高年のためのらくらくパソコン塾
- 水曜日：あなたもアーティスト
- 木曜日：直伝 和の極意

## 2011年度
- チャレンジ!ホビー - 月曜日 22:00 - 22:55、月曜日 10:30 - 10:55
- 中高年のためのらくらくデジタル塾 - 火曜日 21:30 - 21:55、火曜日 11:30 - 11:55（再放送1）、木曜日 05:10 - 05:25（再放送2）
- 直伝 和の極意 - 火曜日22:25-22:50、火曜日 10:30 - 10:55
- あなたもアーティスト - 水曜日 21:30 - 21:55、水曜日 10:30 - 10:55